# Deutschland von Sinnen: Der irre Kult um Frauen, Homosexuelle und Zuwanderer
Deutschland von Sinnen: Der irre Kult um Frauen, Homosexuelle und Zuwanderer  ist ein im März 2014 publizierter polemischer Bestseller des deutsch-türkischen Autors Akif Pirinçci. Er wurde in der von André F. Lichtschlag verlegten Edition Sonderwege als Imprint im Manuscriptum-Verlag veröffentlicht.
Pirinçci, der zuvor kommerziell erfolgreiche Romane verfasst hatte, kritisierte in seinem ersten Sachbuch die seiner Meinung nach privilegierte Stellung von Homosexuellen, Migranten und Frauen in der politischen Debatte der Bundesrepublik. Er sieht die Rolle von Minderheiten im hiesigen politischen Diskurs kritisch und interpretiert diese als sich ihrer Benachteiligung bewusste Mängelwesen. Des Weiteren mahnt er an, dass diese teils bewusst Angebote der Kooperation ausschlagen würden (Defektion) und dass ihnen überproportional viel politischer und gesellschaftlicher Einfluss und Blockademacht zukomme.

## Inhalt
Das Buch gliedert sich in acht Kapitel. Im ersten und letzten Kapitel (Deutschland meine Mutter bzw. Anstatt eines Schlussworts) formuliert der Autor seine persönliche Liebeserklärung an Deutschland. In den übrigen Kapiteln widmet sich Pirinçci schrittweise verschiedenen gesellschaftlichen Themenbereichen, indem er seine individuellen Beobachtungen und Erfahrungen zusammenfasst und die von ihm wahrgenommenen Missstände anprangert.
In Der Islam gehört zu Deutschland wie die Reeperbahn nach Mekka (zweites Kapitel) äußert sich Pirinçci über die deutsche Asylpolitik sowie den praktizierten Umgang mit zugewanderten Muslimen und legt in diesem Zusammenhang seinen Werdegang dar – angefangen mit der Zuwanderung seiner Eltern als Gastarbeiter im Jahr 1969 aus der Türkei. Er spricht sich für weniger Toleranz gegenüber integrationsunwilligen Zuwanderern aus und kritisiert das deutsche „Gutmenschentum“, falsche und übertriebene Integrationsbemühungen und den fehlenden Patriotismus der Deutschen.
Das dritte Kapitel Angst ist eine Entscheidung handelt von den Hemmnissen der Deutschen, die er als „größtes Hosenschisservolk auf Erden“ bezeichnet. Darüber hinaus wird der Niedergang des Mittelstandes aufgrund zu hoher Steuerlasten thematisiert. Der Autor kritisiert den aufgeblasenen Staatsapparat, der aus dem Ruder gelaufen sei. Zudem stellt er zur Debatte, dass es Sozialhilfe für Menschen gebe, die „nichts tun“.
Im vierten Kapitel Über die Frauen beschäftigt sich Pirinçci mit Feminismus, Gender-Mainstreaming und Kindererziehung.
In Kapitel fünf Mit dem Arschloch sieht man besser beschreibt Pirinçci, wie aus seiner Sicht im deutschen Fernsehen mehr und mehr Tabus gebrochen würden – etwa als der homosexuelle Regisseur Rosa von Praunheim in einer Fernsehsendung ein mit Sperma gefülltes Kondom auf den Tisch legte und sagte, er komme gerade aus einer Sauna vom Sex mit Männern. Das Publikum und der Moderator applaudierten.
In Kapitel 6 Der deutsche Intellektuelle und wie er die Welt sah – bevor er eine Eisenstange auf den Kopf bekam rechnet Pirinçci mit der deutschen Wissenschaft und Forschung ab.
Der im siebten Kapitel (Die Schlacht hat begonnen) publizierte Text ist eine erweiterte und redigierte Fassung des als Blogartikel erschienenen Texts Das Schlachten hat begonnen auf Die Achse des Guten. Der Autor stellt bei dem Vorfall der Tötung eines jungen Deutschen namens Daniel S. durch Türken in Kirchweyhe den Kontext zu einem angeblich vertuschten, schleichenden Genozid am deutschen Volk her.

## Rezeption
Das Buch, dessen Stil als populistisch bezeichnet wurde, ist von einer derben bzw. polemischen Ausdrucksweise geprägt, was kontroverse Reaktionen, Diskussionen und zahlreiche negative Kritiken hervorrief. Trotz einiger Besprechungen mit vernichtendem Urteil fand Deutschland von Sinnen großen Absatz – vor allem im Onlinebuchhandel – und entwickelte sich zum Bestseller. In der Spiegel-Bestsellerliste erreichte es Anfang Mai 2014 im Bereich Sachbuch Rang 2. Wegen der Parallelen in Bezug auf den aufgezeigten angeblichen Niedergang Deutschlands wurde das Buch mehrfach mit dem 2010 erschienenen Buch Deutschland schafft sich ab von Thilo Sarrazin verglichen. Ähnlich wie das SPD-Mitglied Sarrazin spielt Pirinçci mit dem Auseinanderfallen seiner von ihm erwarteten Rolle als erfolgreicher Katzenkrimi-Autor mit Migrationshintergrund und seinem konservativ geprägten, tabubrechenden Argumentationsgang.

### Interview imZDF-Mittagsmagazin
Anlässlich seiner Buchvorstellung war Pirinçci zu Gast beim ZDF-Mittagsmagazin. Das Interview wurde nach seinen Angaben vorzeitig abgebrochen, vorübergehend aus der Mediathek entfernt und später verkürzt wieder hochgeladen, was Pirinçci als Zensur bezeichnete. Dass der Autor die Grünen dort als „Kindersexpartei“ bezeichnet, fehlt darin. Das ZDF widersprach dem Zensur-Vorwurf. Die rechtliche Bewertung des Interviews habe gezeigt, dass die vollständige Einstellung des Gesprächs in die ZDF-Mediathek zu rechtlichen Risiken für das ZDF führen würde. Stefan Niggemeier meinte im MiGAZIN, das Gespräch im ZDF sei eine Demonstration dafür, „wie unfähig das öffentlich-rechtliche Fernsehen ist, mit einem Hassprediger wie Pirinçci umzugehen“. Andrea Heinz vom feministischen Portal dieStandard.at warf der Moderatorin Susanne Conrad einen unkritischen Umgang mit Pirinçci vor. Dies sei kein angemessener Umgang mit „potentiellen Volksverhetzern“.

### Weitere Besprechungen und Reaktionen
Ijoma Mangold (Die Zeit) sieht das Pamphlet an der Grenze zur Volksverhetzung und vergleicht das Buch mit Hitlers Mein Kampf.
Laut Harald Staun von der FAZ mache sich Pirinçci mit seinem Buch „zum Megafon der schweigenden Mehrheit“ und wirke wie „Sarrazin auf Speed“. Stefan Schnitz kommentierte im Stern, dass ihn der Stil an eine gesteigerte Version der Bücher Sarrazins erinnere.
Marc Felix Serrao von der Süddeutschen Zeitung meinte, Pirinçcis Buch rege an vielen Stellen zum Denken an; man werde hin- und hergerissen von seinen rücksichtslosen Analysen und den vielen „wilden Ideen“. Sein Werk sei „kein Buch“, sondern „eine Schlägerei“. Pirinçci „spuckt, beleidigt und boxt sich seinen Weg durch die deutsche Gegenwart, dass Thilo Sarrazin dagegen so kontrovers wirkt wie Graf Zahl aus der Sesamstraße“.
In der Wirtschaftswoche fühlte sich Bettina Röhl an Charles Bukowski erinnert. Deutschland von Sinnen sei „eine Art literarisches Sachbuch mit viel Humor und einer guten Portion Poltergeist geschrieben“.
Christoph Giesa beschrieb Pirinçci in The European als „Clown im allerbesten Sinn“ und bezeichnet das Buch als äußerst gelungene Gesellschaftskritik. Pirinçci sei vergleichbar mit großen Provokateuren wie Christoph Schlingensief oder Wei Wei.
Jan Fleischhauer schrieb bei Spiegel Online, Pirinçci sei ein Anarchist. Sein Stil stehe in einer „Schmäh- und Beleidigungstradition, die über Heine bis Henscheid“ reiche.
Georg Diez ordnete Deutschland von Sinnen unter die Hassbücher ein, die Wut und die Menschenverachtung formten, die andere in Taten umsetzten. Ein Buch wie das von Pirinçci liefere die Begleitmusik etwa für den NSU-Prozess. Alexander Wallasch widersprach Diez vehement hinsichtlich dessen Assoziation von Pirinçci und NSU. So habe Diez Pirinçci „in gestelzter Antifa-Manier die Kollektivschuld für die NSUs der Zukunft hingeottert“. Wallasch schrieb, Pirinçci sei eine „zerrissene“ Persönlichkeit, deren Zerrissenheit sich auch in seinem Buch widerspiegele.
Das Phänomen Pirinçci lasse das publizistische Netzwerk der deutschen Rechten sichtbar werden, resümierte Richard Gebhardt in Zeit Online die Debatte um das Buch: „Vor allem die intellektuelle Fraktion der deutschen Rechten applaudiert der im Bushido-Stil vorgetragenen Agitation gegen allerlei linksgrün-versiffte Dogmen. Von der nationalkonservativen Wochenzeitung Junge Freiheit über das radikallibertäre Magazin eigentümlich frei bis hin zum Online-Portal der Sezession, der Hauszeitschrift der Neuen Rechten, kam Pirinçci zu Wort.“
Cicero-Kolumnist Alexander Marguier schrieb, Pirinçci habe ein „gelungenes Buch“ abgeliefert und stelle sich mit überbordendem Furor, Leidenschaft und kindlichem Vergnügen als „Meister der Wutrede“ vor, wettere als „hoffnungsloser Romantiker“ ultraliberal gegen zunehmende staatliche Eingriffe, vermittle mit „hohem satirischen Unterhaltungswert“ einen ernsten Kern und stelle die Kardinalfrage nach den „Grenzen der Wirksamkeit des Staates“.
Meinungsbildende Medien erhielten anlässlich kritischer Besprechungen eine Fülle an Leserbriefen, in denen ihnen unter anderem Realitätsferne bzw. die Verkennung der realen Migrationssituation gewisser Ballungszentren vorgeworfen wurde. Arnulf Baring schrieb in einem Leserbrief, Pirinçcis Buch sei „auf seine Weise für wichtig und durchaus diskutabel“.
Nach Äußerungen in sozialen Medien im April 2014 wurde Pirinçci u. a. vorgeworfen, Hass zu schüren, Gewalt zu provozieren und sogar indirekt zu Straftaten aufzurufen.

## Sonstiges
Die Edition Sonderwege, in der auch Deutschland von Sinnen erschien, verlegt nach eigenen Angaben „Autoren, die erstens eine Meinung (und zwar eine deutlich abweichende) haben, und sie zweitens auch noch formulieren können.“
Der mit Gesellschaftspolemiken bislang nicht in Erscheinung getretene Verlag Manuscriptum zog mit dem Verlegen des Buches Kritik auf sich, sodass sich das zugehörige Warenhaus Manufactum von seinem Gründer und Pirinçcis Verleger Thomas Hoof distanzierte, um einen eventuellen Imageschaden vom Konzern abzuwenden.
Im Oktober 2014 erschien die Dokumentation der Debatte um Deutschland von Sinnen unter dem Titel Attacke auf den Mainstream, herausgegeben von Akif Pirinçci und Andreas Lombard.

## Textausgabe
- Akif Pirinçci: Deutschland von Sinnen. Der irre Kult um Frauen, Homosexuelle und Zuwanderer. Manuscriptum, Waltrop 2014, ISBN 978-3-944872-04-9.